# Gustavo Alberto Bossert
Gustavo Alberto Bossert (Rosario, Argentina, 28 de mayo de 1938) es un escritor y abogado que fuera ministro de la Corte Suprema de Justicia de Argentina. Se doctoró y especializó en Derecho Civil y, más precisamente, en Derecho de familia.

## Actuación docente
Se recibió de abogado en 1960 y obtuvo el título de Doctor en Derecho y Ciencias Sociales en 1966.
Fue profesor de la Universidad Nacional de Rosario y de la Universidad del Museo Social Argentino. Desde 1985 fue profesor titular, por Concurso, en la Facultad de Derecho de la Universidad  de Buenos Aires hasta 2004 en que fue nombrado Profesor Consulto. Entre 1993 y 2004 fue profesor Invitado de la Université Panthéon-Assas Paris II.
Ha dictado cursos y conferencias en, entre otros lugares,  en la Université Panthéon-Assas Paris II y en el Institut de Droit Comparé, ambos de París,  en Madrid en el Instituto de Cultura Iberoamericana y el Instituto Ortega y Gasset, en Washington en la Comisión Interamericana de Derechos Humanos en Lima en la Universidad de Lima, en la Universidad Federal, Escuela Judicial de Río de Janeiro, en la Corte Suprema de Justicia de Canadá, Ottawa, en el Max Planck Institut de Hamburgo y en Roma en la Academia Nazionale dei Lincei.

## Actuación judicial
En 1984 fue nombrado vocal de la Cámara Nacional de Apelaciones en lo Civil. El 29 de marzo de 1994, en cumplimiento de una de las cláusulas no escritas del Pacto de Olivos, el presidente Carlos Saúl Menem lo nombró miembro de la Corte Suprema de Justicia de la Nación para “oxigenizar” este Tribunal, cargo al que renunció  el 25 de octubre de 2002. Compartió el Tribunal, en distintos momentos con Augusto César Belluscio, Antonio Boggiano, Carlos S. Fayt, Enrique Petracchi, Ricardo Levene (hijo),  Julio Nazareno y Eduardo Moliné O'Connor, Adolfo Vázquez, y Guillermo López. 
Recibió en diciembre de 2005 el “Premio Justicia 2005” otorgado por la Universidad de Ciencias Empresariales y Sociales.

## Actuación en instituciones
Bossert fue presidente del Comité Académico para América Latina de la “International Judicial Academy”, es miembro del Instituto de Derecho Comparado, de la Asociación por los Derechos Civiles y  de la Comisión de Maestría en Magistratura de la Universidad Nacional de Buenos Aires.

## Obras jurídicas
Intervino en la redacción del texto de la ley 23.264 sobre filiación y patria potestad compartida (1985), de la ley de matrimonio y divorcio  (1987), del proyecto de ley que crea el delito penal de acoso sexual (2006), del proyecto de ley que regula juicios breves para pequeñas causas (litigios entre vecinos y reclamos de consumidores) (2004).
Además de aproximadamente cien trabajos de su especialidad publicados en periódicos y en revistas especializadas, escribió, entre otras obras:
- Adopción y legitimación adoptiva (1a. edición 1967)
- Cconcubinato (1a. edición 1968)
- Sociedad contugal (dos tomos) (1a. edición 1977)
- Hijos legítimos (1a. edición 1981)
- Régimen legal de filiación y patria potestad (1a. edición 1985)
- Biwn de familia (incluida en el Código Civil Comentado, tomo VI) (1a.edición 1986)
- Manual de Derecho de familia (1a. edición 1987)
- Régimen jurídico de los alimentos  (1a. edición 1993)

También escribió como coautor  las siguientes obras: 
- Le Code Civil- Le Livre du Bicentanaire”, Paris, 2004.
- Derecho a la identidad (Editorial Eudeba, Buenos Aires, 1992)
- The Mariage (editado en Milano – Dott. A. Guiffré Editore, 1998)
- Deutsch – Südamerikanische Rechtstage 1992 (Edit. Peter Lang, Hamburg, Alemania 1992)
- Historia y perspectiva de la jurisdicción administrativa en Francia y en América Latina (Edit. Temis, Bogotá, Colombia, 1999)

## Labor literaria
Ha publicado estos libros: 
- Cuando mi voz estuvo en la silla del Emperador  (cuentos), Editorial Albatros, 1979.
- Completaremos la familia  (cuentos), Ed. Losada, 1981
- Cerrar los ojos  (cuentos), Ed. Losada, 1985
- La trampera  (cuentos y una nouvelle), Ed. Legasa, 1988
- El atropello  (novela), Ed. Sudamericana, 1995
- Los sirvientes   (novela), Ed. Losada, 2001 y como Les domestiques publicada en Francia por Editorial “Actes Sud”.

- El rey petizo  (novela) Ed. Losada, 2005
- Acoso sexual  (novela) Ed. Losada, apareció en noviembre de 2006
- Guion cinematográfico del filme La invitación (1982] en colaboración con Rodolfo Mórtola y el director de la película Manuel Antin.

## Premios
Algunos de los premios obtenidos: 
- Concurso Internacional de Narrativa Losada (1980)
- Fondo Nacional de las Artes (1987) (Argentina)
- Premio del Rotary Club de Buenos Aires (1993)
- NH (finalista), Madrid (2001)
- Premio Konex - Diploma al Mérito "Derecho Civil" (2016)